# Ричгілл Тауншип (округ Грін, Пенсільванія)
Ричгілл Тауншип (англ. Richhill Township) — селище (англ. township) в США, в окрузі Грін штату Пенсільванія. Населення — 775 осіб (2020).

## Демографія
Згідно з переписом 2010 року, у селищі мешкало 896 осіб у 356 домогосподарствах у складі 259 родин. Було 451 помешкання
Расовий склад населення:
| - 98,1 % — білих - 0,6 % — корінних американців |

До двох чи більше рас належало 1,3 %. Частка іспаномовних становила 0,0 % від усіх жителів.
За віковим діапазоном населення розподілялося таким чином: 22,9 % — особи молодші 18 років, 63,9 % — особи у віці 18—64 років, 13,2 % — особи у віці 65 років та старші. Медіана віку мешканця становила 41,5 року. На 100 осіб жіночої статі у селищі припадало 111,3 чоловіків;  на 100 жінок у віці від 18 років та старших — 103,2 чоловіків також старших 18 років.
Середній дохід на одне домашнє господарство  становив 73 591 долар США (медіана — 54 063), а середній дохід на одну сім'ю — 79 501 долар (медіана — 59 063). За межею бідності перебувало 10,4 % осіб, у тому числі 11,4 % дітей у віці до 18 років та 9,2 % осіб у віці 65 років та старших.
Цивільне працевлаштоване населення становило 336 осіб. Основні галузі зайнятості: освіта, охорона здоров'я та соціальна допомога — 22,9 %, сільське господарство, лісництво, риболовля — 20,2 %, будівництво — 14,9 %, науковці, спеціалісти, менеджери — 10,1 %.